# Damvallei
De Damvallei is een meer dan 100 hectare groot natuurgebied in de Oost-Vlaamse gemeenten Destelbergen en Laarne  in Nationaal Park Scheldevallei. Het gebied is ontstaan door verlanding van een oude meander van de Schelde. Het Natura 2000-gebied wordt doorsneden door de snelwegen E17 en R4 met de verkeerwisselaar van Destelbergen. Het natuurgebied is Europees beschermd als deel van 'Schelde en Durme-estuarium van de Nederlandse grens tot Gent' (BE 2300006). Beheerder is Natuurpunt vzw.

## Biotopen
De Damvallei is een laagveenecosysteem dat ontstaan is doordat de voormalige Scheldemeander volledig verlande. Eeuwen geleden werden er een vijftig-tal turfputten in uitgegraven. Hier ontwikkelde zich een vegetatie die gekenmerkt wordt door uitgebreide velden krabbenscheer en weelderige oevervegetaties. In sloten leeft de kleine modderkruiper. Op enkele plaatsen vindt men mesotrofe trilvenen en overgangsvenen met veenmossen. Door opslag van elzen en wilgen dreigen deze kwetsbare habitats te verdwijnen.
Verder zijn in het gebied verschillende bijzondere graslandtypen aanwezig, afhankelijk van de gradiënten in vochtigheid en voedselrijkdom. Rond 1950 vond men hier de grootste populatie van harlekijnorchis in Vlaanderen. Nog groeien er soorten zoals waterkruiskruid, moeraskartelblad, hondsviooltje, gewone vleugeltjesbloem, kleine valeriaan, Grote watereppe, blauwe knoop, grote ratelaar, moeraskruiskruid en waterdrieblad. Over vrijwel de gehele gradiënt groeien ten slotte ook allerlei bostypen.
Knotwilgenrijen, kleine wilgenbroekbosjes en graslanden bepalen het landschap. Natte en droge bodems wisselen elkaar af en op diverse plaatsen komt kwelwater aan de oppervlakte. In sloten en poelen groeit pijlkruid, kikkerbeet, witte waterlelie, waterdrieblad, grote boterbloem, allerlei fonteinkruiden en kroossoorten. Hier en daar zijn restanten van blauwgraslanden met moeraskartelblad en tormentil aan te treffen.
De Damvallei en omgeving is bekend om de grote verscheidenheid aan libellen en juffers. Daarvan kwamen in 2006 achtentwintig soorten voor, waaronder een aantal erg zeldzame. Variabele waterjuffer, grote roodoogjuffer en een vijftal soorten heidelibellen worden er vaak opgemerkt. Tot de grootste libellen behoren de hier voorkomende paardenbijter, keizerlibel en blauwe glazenmaker.

### Damvalleimeer
Een deel van het gebied wordt ingenomen door het 'Damvalleimeer', een kunstmatige waterpartij die ontstond door zandwinning voor de aanleg van de autosnelweg E17. De lokale afdeling van de vereniging Natuurpunt vzw liet de steile oevers afvlakken om een brede natte oeverzone te creëren, waardoor zich een riet- en moerasvegetatie kan ontwikkelen met libellen, kikkers en salamanders. Grotere vissen vinden er een paaiplaats en watervogels komen er broeden. In de winterperiode zijn slobeend, kuif- en tafeleend en de pijlstaart seizoensgasten.
De vrijwilligers van Natuurpunt laten vlotjes op het meer drijven waarop visdiefjes komen broeden. Het visdiefje is een sternensoort die in Vlaanderen slechts zelden tot broeden komt, maar in de Damvallei doen ze het na het jaar 2000 steeds beter. Vis om hun jongen groot te brengen is er in dit waterrijke gebied in overvloed. Aalscholvers en futen gebruiken de vlotjes na het broedseizoen als rust- en uitkijkplaats.
In 2024 werd een stuw geopend aan de Damsloot om het waterpeil te regelen.

## Wandelen
Natuurpunt heeft drie wandelroutes uitgezet door het gebied. Er zijn vlonderpaden, maar waterdicht schoeisel kan noodzakelijk zijn.

## Afbeeldingen

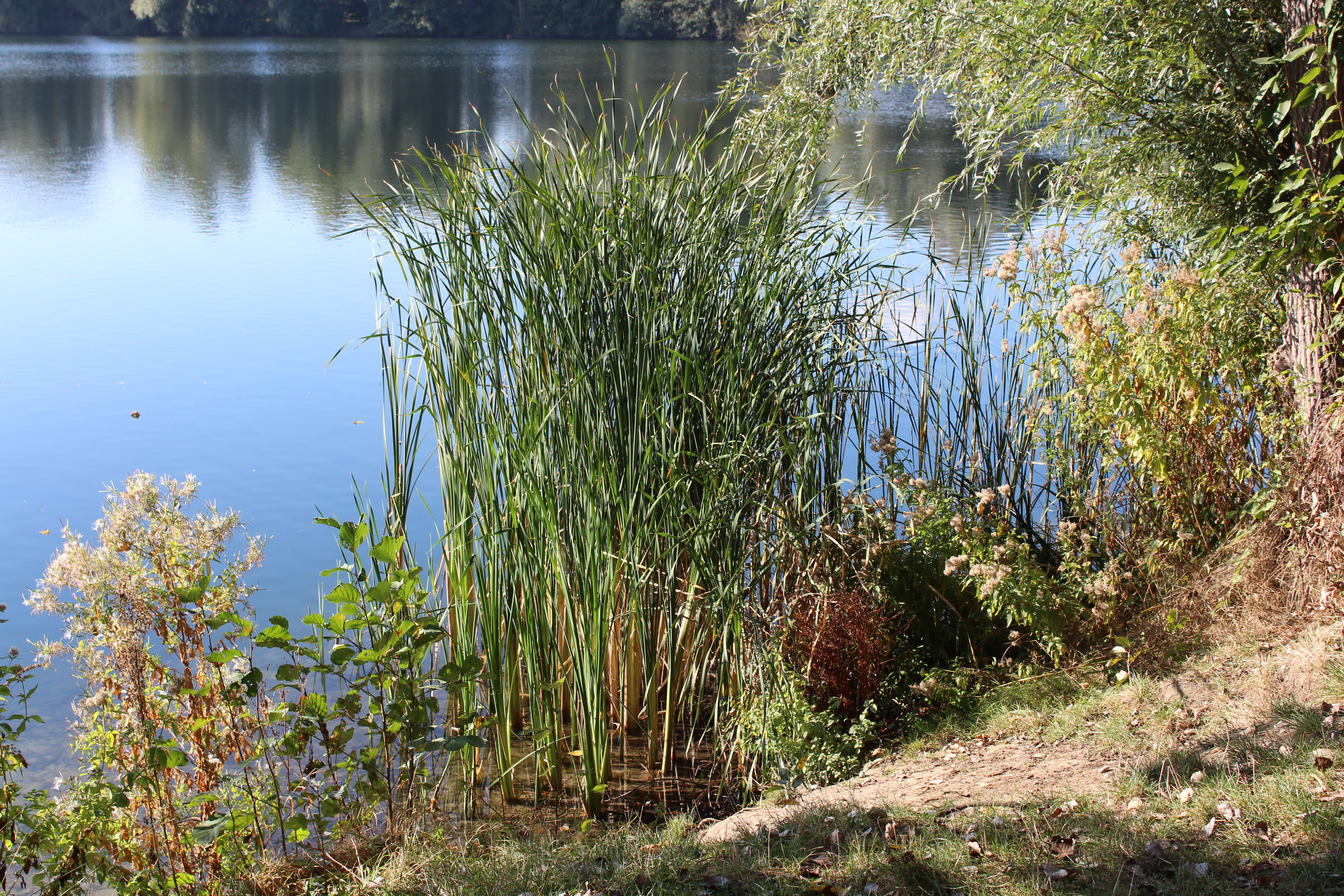
Oeverzone
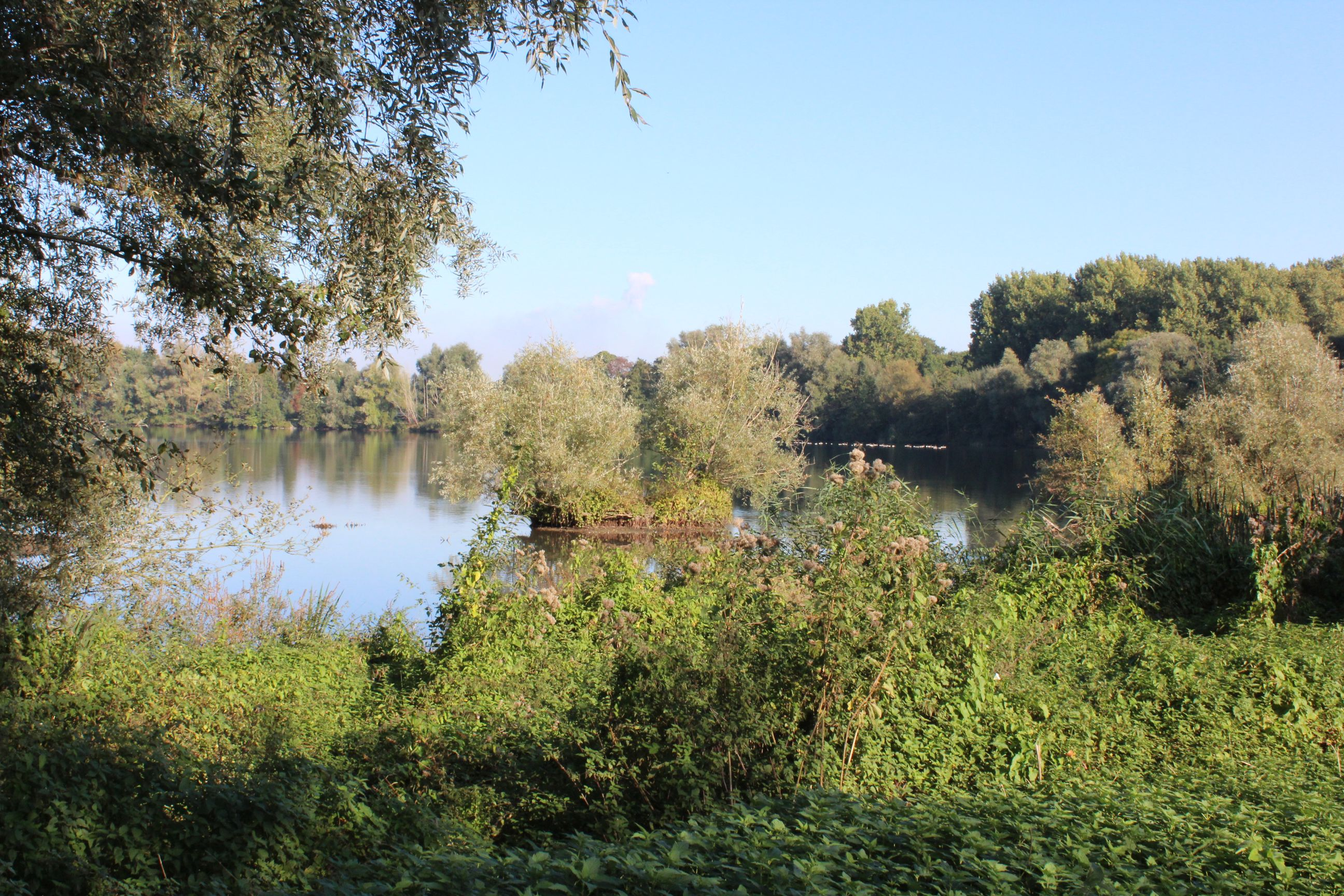
Damvalleimeer